# جهنمية عنقودية
الجهنمية العنقودية (الاسم العلمي:Bougainvillea racemosa) هي نوع غير مؤكد من النباتات يتبع جنس الجهنمية من الفصيلة الشبية.